# Pałac Fischerów-Benisów w Krakowie
Pałac Fischerów-Benisów w Krakowie – pałac wchodzący w skład zespołu pałacowo-parkowego w Krakowie – Bronowicach Wielkich.

## Historia
Pałac zbudowany pod koniec XIX wieku (1882) przez kupca Jana Władysława Fischera, który nabył posiadłość od Beli Schonberga. W latach 20. XX wieku Fischerowie odsprzedali majątek Helenie Benisowej – żonie profesora Uniwersytetu Jagiellońskiego Artura Benisa. Po II wojnie światowej w pałacu mieścił się internat, w latach 50. XX wieku pałac stał się własnością Polskiej Akademii Nauk, dziś mieści się w nim Zakład Farmakologii PAN, który rozpoczął tam swoją działalność w 1955 roku.
Zespół pałacowo – parkowy w skład którego wchodzi pałac, oficyna-budynek gospodarczy oraz park krajobrazowy z II połowy XIX wieku o powierzchni 4,5 ha od 1994 roku znajduje się w rejestrze zabytków województwa małopolskiego, a także w gminnym rejestrze zabytków.

## Architektura
Jest to pałac w stylu neorenesansowym z elementami neobaroku. Budynek piętrowy, murowany, parter boniowany, ceglane lico piętra. Wejście poprzedza kolumnowo-arkadowy ganek z balustradą, na który prowadzą schody. Kolumny ganku wspierają balkon z balustradą. W środkowej części elewacji wolutowo-schodkowy, manierystyczny szczyt. Na szczytach wieńczących elewacje boczne znajdują się kamienne wykończenia. Naroża górnej kondygnacji ozdobione kamiennym boniowaniem. W bocznej elewacji (po stronie lewej) widoczna wieloboczna wieża zwieńczona niewielkim hełmem. Budynek nakryty dwuspadowym dachem. Za piętrowym korpusem po wojnie dobudowano parterowe skrzydło.